# Scoparia molifera
Scoparia molifera là một loài bướm đêm trong họ Crambidae.